# مودرزباخ
مودرزباخ (به آلمانی: Mudersbach) یک شهر در آلمان است که در راینلاند-فالتس واقع شده‌است.

## خصوصیات
مودرزباخ ۶٬۳۲۹ نفر جمعیت دارد.